# غواصة يو-140
كانت الغواصة يو-140 واحدة من 329 غواصة خدمت في البحرية الإمبراطورية الألمانية خلال الحرب العالمية الأولى. 